# IQVIAソリューションズ ジャパン
IQVIAソリューションズ ジャパン株式会社（アイキューヴィアソリューションズジャパン、IQVIA Solutions Japan K.K.）（旧IMSヘルス・ホールディングス）は、市場データ・コンサルティング＆サービス・マネジメントコンサルティング・コネクテッドヘルスケア・テクノロジーソリューションを事業内容とする企業。アメリカ合衆国ノースカロライナ州に本社を置くIQVIA Holdingsの日本法人及び支社の一つである。当社はアメリカ本社の直属として日本で1964年から医師・薬剤師・MBB出身の戦略コンサルティング・オペレーションコンサルティングの人力がメインになっていて、2010年代からは大手企業・医療・製薬機関向けの金融投資、経営戦略、国際的な地域連携、人事・総務、マーケティングなど、幅広いマネジメント業務において、課題の解決と理想の医療経営の実現をするためのコンサルティングの案件等を担当している。
米IQVIA Holdingsの日本法人には、IQVIAソリューションズ ジャパン株式会社のほか、メディカルドクター等がCRO（Contract Research Organization）・CSO事業を担うIQVIAサービシーズ ジャパン株式会社（旧社名：クインタイルズ・トランスナショナル・ジャパン株式会社）も存在する。

## 旧IMS Health
旧社名はアイ・エム・エス・ジャパン株式会社であり、旧IMSヘルス・ホールディングスは、米国の医療情報サービス会社で、医薬品市場データを元に、医薬品・医療市場統計や研究・コンサルタントを行った。主な取引先は、製薬・医療機器・消費者向け健康商品の各メーカーおよび販売会社を始め、医療提供者、保険者、行政機関、政策立案者、研究者、金融機関などであった。世界中の225,000以上のデータ供給先、29,000以上の供給者からIMSはデータを収集し、データ供給には、製薬会社、卸売業者、小売業者、薬局、郵便販売チャネル、病院および介護施設が含まれた。当社は全世界100カ国余りの処方薬の75% (米国販売量の90%)をモニターし、3,000社以上の製薬会社から生産された100万個以上の製品の供給、販売推移を分析してきた。４5ヶ国以上でメディカル監査（Medical Audit）を発行し、月に10億件以上の取引件数を分析した。IMSヘルス・ホールディングスとクインタイルズ・トランスナショナル・ホールディングスが2016年10月に統合し、Quintiles IMSとなり、さらに2017年11月に同社の社名がIQVIA Holdings Inc.に変更された。グローバル本社の社名変更に伴い、2018年4月1日に、日本法人であるアイ・エム・エス・ジャパン株式会社は、IQVIAソリューションズ ジャパン株式会社に商号が変更された。IMS Health Holdings、通常「IMS」として知られていたが、合併以後日本でIMS（アイエムエスまたはアイ・エム・エス）という社名を使用している他の会社とは全く関係が無い。旧IMS HealthのLinkedinページは。

## 旧IMS Healthの歴史
旧IMS Healthは1954年にアメリカで始まった。その初めは、医薬品市場の情報提供だった。1960年代と1970年代には、たくさんの国に事業を広げた。1980年代と1990年代には、コンピュータ技術の進化で、もっと詳しい市場情報を提供できるようになった。1999年にはニューヨーク証券取引所に上場した。2000年代初めには、新しいデジタル技術で新サービスを始めた。2010年代に入ると、いくつかの会社を買収した。2010年には、いくつかの投資会社に買収されて、一時的に非公開になったが、2014年に再び公開した。医薬品の市場情報、コンサルティング、サービスを提供する企業として知られていた。2016年、QuintilesとIMS Healthは合併を発表し、Quintiles IMSという名前で事業を展開することになった。

## IQVIAに再ブランド
2017年、Quintiles IMSはIQVIAに再ブランドされた。これにより、製薬、バイオテクノロジー、医療機関、政府などのクライアントに対して、クリニカルおよび商業の解決策を統合的に提供することを目指すようになった。